# Melanchra picta
Melanchra picta är en fjärilsart som beskrevs av Harris 1841. Melanchra picta ingår i släktet Melanchra och familjen nattflyn. Inga underarter finns listade i Catalogue of Life.